# Petra Herrera
Petra Herrera, también conocida como Pedro Herrera (29 de junio de 1887 - 14 de febrero de 1917) fue una soldadera combatiente en las tropas insurgentes de la Revolución Mexicana, que se refería a sí misma como “generala”.[cita requerida]
Herrera, vestido de hombre y con el seudónimo de Pedro Herrera, participó activamente en muchas batallas de la Revolución Mexicana en las que destacó. Logró una excelente reputación y demostró un liderazgo ejemplar. Fue capaz, con el paso del tiempo, de revelar su condición de mujer.
Con la finalidad de unirse a la liga comandada por el general Francisco Villa optó por ocultar su género vistiéndose de hombre y cambiando su nombre de Petra por Pedro. La participación femenina en la Revolución era común pero en actividades como alimentación y acompañamiento a sus esposos, eran abastecedoras, cocineras, lavanderas, enfermeras y algunas de ellas se encargaban del contrabando de armas, vituallas e información, no obstante, la participación de Herrera fue diferente a estas actividades. Además de dirigir las tropas maderistas en la primera toma de la Batalla de Torreón, en mayo de 1911 sacó a las fuerzas federales.  Debido a su apoyo a las tropas revolucionarias, su nombre quedó plasmado en corridos como: "Corrido de las hazañas del general Lojero y la Toma de Torreón por el ejército Liberador", "Corrido de la Toma de Torreón" y “Corrido del combate del 15 de mayo en Torreón” que entre sus versos se encuentran: "La valiente Petra Herrera en el fragor del combate aunque cayó prisionera ni se dobla ni se abate", “La valiente Petra Herrera al combate se lanzó, siendo siempre la primera, ella el fuego comenzó”. Al ser capturada en batalla, alzó la voz a favor de Madero proclamando su lealtad a él, al ver esto, un grupo de maderistas expulsaron las tropas de Porfirio Díaz de Torreón.
Intervino en la segunda batalla de Torreón el 30 de mayo de 1914 junto a otras 400 mujeres. Aunque tuvo algunas victorias significativas, Pancho Villa se negó a dar crédito militar a una mujer y no promovió a Petra Herrea como General. Esta abandonó las fuerzas de Villa y conformó su propia brigada exclusivamente por mujeres.
Fue capaz de mantener su condición de mujer en secreto debido a ingeniosas estrategias, por ejemplo, durante la madrugada fingía rasurarse la barba, asegurando que apenas le estaba creciendo. Su estrategia de ataque consistía en hacer explotar puentes, además de tener una gran capacidad de liderazgo, a tal grado que después de haber descubierto su identidad femenina, conformó un grupo de soldaderas con las que libró algunas batallas al lado de las tropas del general Villa. Uno de sus triunfos más importantes fue durante la segunda batalla de Torreón, Coahuila, el 30 de mayo de 1914. Un compañero villista, Cosme Mendoza Chavira la describe como "aquella que tomó Torreón, ella apagó las luces cuando entraron a la ciudad".
Para cuando Herrera había revelado su verdadera y auténtica identidad, ya había ganado gran renombre en la batalla, de lo contrario, hubiera sufrido discriminación por parte de sus compañeros revolucionarios.
Con todo, la participación de Petra Herrera en la toma de Torreón no es oficialmente reconocida, se dice que el propio Villa ocultó su participación y no le dio el crédito que merecía al descubrir que una fémina había resultado victoriosa en dicho enfrentamiento. 
Como resultado de su falta de reconocimiento, Herrera decidió abandonar las filas del general Villa y crear su propia tropa, conformada exclusivamente por soldaderas. El número de integrantes varía considerablemente según las versiones, que van desde veinticinco hasta mil.
Posteriormente, en el año de 1917 se alió a Venustiano Carranza, convirtiéndose en una leyenda para las mujeres del país. Durante ese tiempo solicitó ser ascendida al rango de general y permanecer en el servicio militar, lo cual le fue negado pese a sus notables habilidades en el campo de batalla. Sin embargo, sí se le otorgó cierto reconocimiento al ser ascendida al puesto de coronel por el general Jesús Agustín Castro.
Tiempo después, su ejército femenino fue disuelto por órdenes superiores y Petra Herrera terminó trabajando como espía, bajo el disfraz de moza en una cantina en el estado de Chihuahua. Algunas fuentes aseguran que trabajó en Jiménez, Chihuahua, mientras que otras aseguran que fue en Ciudad Juárez. En lo que ambas versiones concuerdan, es que una noche, un grupo de bandidos en estado de ebriedad, insultaron y dispararon a Petra Herrera, quien si bien sobrevivió al ataque, murió a consecuencia de las heridas que se infectaron.